# 曹袞
曹衮（200年代初—235年11月1日），曹操的儿子，母亲是杜夫人。曹魏時代封中山王。與沛王曹林、金乡公主同为杜夫人所生，与秦朗同母异父。

## 生平
建安二十一年（216年）封平乡侯。少年好学，十几岁就能写文章。读书不倦。二十二年（217年），徙封东乡侯，其年又改封赞侯。
黄初二年（221年），进爵为赞公，官属恭贺，曹衮谦虚戒慎。三年（222年），为北海王，黄龙见於鄴西漳水，曹衮上书赞颂。曹丕诏赐黄金十斤。四年（223年），改封赞王。七年（226年），徙封濮阳王。
太和二年（228年）就濮阳国，尚节俭，教妃妾都纺绩织纴。五年（231年）冬，入朝。六年（232年），改封中山王。曹衮来朝时，犯京都之禁，被罰，削二县，七百五十户。
青龍二年（234年），恢复所削县。三年（235年）秋，衮得疾病，曹睿诏遣太医视疾，十月初三（11月1日）薨逝，获厚葬，諡號恭，是為中山恭王。

## 子
曹孚嗣位中山王。

## 延伸阅读
[在维基数据编辑]
 《三國志·卷20》，出自陳壽《三國志》